# Ça manque pas d'airs
Ça manque pas d'airs est un spectacle de l'imitateur Didier Gustin créé en 2006, accompagné de sa troupe de musiciens dirigés par Bernie Hopman.

## Argument
Accompagné de ses musiciens, l'imitateur-chanteur Didier Gustin nous emmène dans un florilège de chansons et de sketches. Il parodie un panel impressionnant de stars de la chanson, d'humoristes, d'acteurs et de présentateurs sur des textes coécrits par Laurent Baffie et Laurent Ruquier.

## Fiche technique
- Réalisation : François Boulène
- Production : François Christin et ANIM'15 Productions
- Scénario : Didier Gustin, Jean-Philippe Argento, Pierre Sled, Laurent Ruquier et Laurent Baffie
- Musique : Bernie Hopman
- Sortie du DVD : 12 décembre 2006
- Durée : 1h33